# Elzira Tavares
Elzira Tavares (født 13. maj 1980) er en angolansk kvindelig håndboldspiller som spiller for Angola.

## Karriere
Tavares repræsenterede Sommer-OL 2004 i Athen, som kom på en 9. plads.
Hun deltog i VM i 2009 i Beijing..